# The Reel Me
The Reel Me är ett remixalbum och ett musikvideoalbum av den amerikanska skådespelaren och sångaren Jennifer Lopez. Samlingen släpptes 18 november 2003 av Epic Records. 

## Låtlista
| 1.  | If You Had My Love                                         | Rodney Jerkins, LaShawn Daniels, Cory Rooney, Fred Jerkins III                                                         | Paul Hunter      |  |
| 2.  | No Me Ames (featuring Marc Anthony)                        | Giancarlo Bigazzi, Aleandro Baldi, Marco Falagiani, Ignacio Ballesteros                                                | Kevin Bray       |  |
| 3.  | Waiting for Tonight (Hex Hector Remix)                     | Maria Christensen, Michael Garvin, Phil Temple                                                                         | Francis Lawrence |  |
| 4.  | Feelin' So Good                                            | Sean "Puffy" Combs, Steven Standard, Rooney, Jennifer Lopez, Christopher Rios, Joseph Cartagena                        | Hunter           |  |
| 5.  | Love Don't Cost a Thing                                    | Damon Sharpe, Greg Lawson, Georgette Franklin, Jeremy Monroe, Amille D. Harris                                         | Hunter           |  |
| 6.  | Play                                                       | Anders Bagge, Arnthor Birgisson, Christina Milian, Rooney                                                              | Lawrence         |  |
| 7.  | I'm Real                                                   | Lopez, Troy Oliver, Rooney, L.E.S, Martin Denny                                                                        | David Meyers     |  |
| 8.  | I'm Real (Remix featuring Ja Rule)                         | Lopez, T. Oliver, Rooney, L.E.S., Jeffrey Atkins, Irving Lorenzo, Rick James                                           | Meyers           |  |
| 9.  | Ain't It Funny                                             | Lopez, Rooney | Herb Ritts       |  |
| 10. | Alive                                                      | Lopez, Cris Judd, Rooney                                                                                               | Jim Gable        |  |
| 11. | Ain't It Funny (Murder Remix) (featuring Ja Rule)          | Lopez, Rooney, Lorenzo, Atkins, Caddillac Tah                                                                          | Judd             |  |
| 12. | I'm Gonna Be Alright (Track Masters Remix) (featuring Nas) | Lopez, Rooney, T. Oliver, Denzil Foster, Thomas McElroy, Jay King, Jean Claude Olivier, Samuel Barnes                  | Meyers           |  |
| 13. | Jenny from the Block (featuring Styles och Jadakiss)       | Lopez, T. Oliver, Mr. Deyo, Barnes, Olivier, José Fernando Arbex Miró, Lawrence Parker, Scott Sterling, Michael Oliver | Lawrence         |  |
| 14. | All I Have (featuring LL Cool J)                           | Lopez, James Todd Smith, Makeba Riddick, Curtis Richardson, Ron G, Dave McPherson, Lisa Peters, William Jeffrey        | Meyers           |  |
| 15. | I'm Glad                                                   | Lopez, T. Oliver, Rooney, Mr. Deyo, Jesse Weaver Jr.                                                                   | David LaChapelle |  |
| 16. | Baby I Love U!                                             | Lopez, Rooney, Dan Shea, John Barry                                                                                    | Meiert Avis      |  |

| 1.           | Baby I Love U!                                         | Lopez, Rooney, Shea, Barry                                                     | Rooney, Shea                                            | 4:29  |
| 2.           | Jenny from the Block (Seismic Crew's Latin Disco Trip) | Lopez, T. Oliver, Mr. Deyo, Barnes, Olivier, Miró, Parker, Sterling, M. Oliver | T. Oliver, Rooney, Poke and Toke, Seismic Crew          | 6:41  |
| 3.           | All I Have (featuring LL Cool J) (Ignorants Remix)     | Lopez, Smith, Riddick, Richardson, Ron G, McPherson, Peters, Jeffrey           | Rooney, Ron G, McPherson, Ignorants                     | 4:03  |
| 4.           | I'm Glad (Paul Oakenfold Perfecto Remix)               | Lopez, T. Oliver, Rooney, Mr. Deyo                                             | T. Oliver, Rooney, Paul Oakenfold                       | 5:47  |
| 5.           | The One (Bastone & Burnz Club Mix)                     | Lopez, Rooney, Davy Deluge, Linda Creed, Thom Bell                             | Rooney, Deluge, Shea, Freddy Bastone, Jeffrey Bernstein | 7:40  |
| 6.           | Baby I Love U! (R. Kelly Remix)                        | Lopez, Rooney, Shea, Barry, R. Kelly                                           | Rooney, Shea, Kelly                                     | 4:11  |
| Total längd: | Total längd:                                           | Total längd:                                                                   | Total längd:                                            | 32:51 |

## Topplistor
| Lista (2003)                     | Topplacering |
| -------------------------------- | ------------ |
| Frankrike (SNEP)                 | 84           |
| USA Billboard 200                | 69           |
| USA Top Music Videos (Billboard) | 7            |